# Bramo 323
Der Bramo 323 „Fafnir“ ist ein luftgekühlter Neunzylinder-Sternmotor der Brandenburgischen Motorenwerke (ab 1939: BMW-Flugmotorenwerke Brandenburg). Der Flugmotor basierte auf den Erfahrungen, die Siemens & Halske bzw. SAM/Bramo mit den unter einer Lizenz von Gnôme-Rhône gebauten  Gnôme-Rhône 9A Jupiter-Motoren (einem Nachbau des Bristol Jupiter) gemacht hatte. Mit dem Bramo 323 übernahm Siemens & Halske aber die grundsätzliche Ventilanordnung der führenden amerikanischen Sternmotoren, die eine wesentlich bessere Kühlung der Zylinderköpfe erlaubt. Der Bramo 323 wurde damit zu einem der leistungsstärksten Neunzylinder-Sternmotoren. Bis 1944 wurden ca. 5500 „Fafnir“ hergestellt.

## Entwicklung
Die Entwicklung begann mit dem Bau des Bristol Jupiter in einer „deutschen“ Version, den Sh.20 und Sh.21 im Jahr 1929. Mit Vergrößerung der Bohrung entstand 1930 der Sh.22 mit 950 PS (708 kW). Analog dem Jupiter sah der Sh.22 mit den vorn liegenden Stoßstangen der Ventilsteuerung recht altmodisch aus. Der Flugmotorenbau wurde 1934 aus dem Konzern Siemens & Halske herausgelöst und in die neu geschaffene Tochtergesellschaft Siemens Apparate und Maschinen GmbH (SAM) überführt. Mitte der 1930er Jahre wurden alle deutschen Flugmotorbezeichnungen geändert, wobei SAM der 300-Block zugewiesen wurde. Nach Gründung der Bramo im Jahr 1936 wurde der SAM 314 in Bramo 314 sowie der SAM 322 in Bramo 322 umbenannt. Der Bramo 322 wurde nie serienreif.
Die Entwicklung konzentrierte sich nun auf das Basisdesign und sah für den Bramo 323 eine Junkers-Benzindirekteinspritzung mit Lader vor. Der Motor wies einen Hubraum von knapp unter 27 l auf und produzierte 900 PS Startleistung bei 2500/min, welche geringfügig auf 1000 PS in 3100 m anstieg. Der Leistungsabfall auf Meereshöhe ist prinzipbedingt durch den mechanisch angetriebenen Lader, welcher erst über der kritischen Flughöhe einen konstanten Ladedruck aufbaut.
Der ursprüngliche Bramo 323 wurde in einer A- und B-Variante hergestellt, welche sich durch die Drehrichtung unterschieden. Die Motoren waren für den paarweise vorzunehmenden Einbau in zweimotorige Flugzeuge vorgesehen, womit sich das Drehmoment der Propeller ausgleicht. Analog verhält es sich mit den C und D-Varianten, bei denen die Laderübersetzung für eine bessere Leistung in geringer Höhe reduziert wurde. Damit erhöhte sich die Startleistung auf 1000 PS, jedoch wurde die kritische Flughöhe herabgesetzt.
Die endgültigen Versionen P, R und T waren mit einem zwischen zwei Stufen schaltbaren mechanischen Lader ausgerüstet für eine höhere Leistung bei allen Flughöhen. Damit erreichte man 1000 PS in Meereshöhe wie in der C/D-Variante, jedoch eine verbesserte Höhenleistung mit 940 PS in 4570 m Höhe. In der R-2-Variante wurde eine kurzfristige Steigerung der Startleistung auf 1100 PS durch Verwendung hochoktanigen Treibstoffs (C3) ermöglicht. Eine weitere Steigerung durch Einspritzung eines Methanol-Wasser-Gemischs wurde nie verwirklicht.

## Anwendungen
Mit dem Bramo 323 Fafnir wurden einige deutsche Vorkriegsmodelle angetrieben, so z. B. die Focke-Wulf Fw 200, Henschel Hs 126, Arado Ar 232, Dornier Do 24 und Do 17 sowie der Hubschrauber Focke-Achgelis Fa 223 „Drache“. Die ersten Exemplare des Flugbootes Blohm & Voss BV 222 „Wiking“ wurden mit den Bramo 323 R-2 ausgerüstet.
Durch den recht hohen Kraftstoffverbrauch kam es zu keiner großen Verbreitung des Motors, da die meisten Flugzeuge auf den ähnlichen BMW 132 setzen, welcher je nach Ausführung mit 0,30 und 0,35 kg/kWh einen geringeren spezifischen Kraftstoffverbrauch aufwies als frühe Versionen des Fafnir mit 0,37 kg/kWh. Bei den aufgeladenen Varianten C und D sank der Wert auf 0,31 kg/kWh, jedoch war dieser Motor aufgrund des nur einstufigen Laders nicht für große Flughöhen geeignet.
BMW kaufte 1939 die Brandenburgischen Motorenwerke. Für die wenigen Flugzeuge – speziell die Fw 200 und Do 24 – die nach 1940 den Bramo-Fafnir noch verwendeten, stellte das in BMW-Flugmotorenwerke Brandenburg umfirmierte Unternehmen den Motor, auch als Tauschaggregat in den verbliebenen Do 17, noch bis 1944 her.

## Technische Daten
Bramo 323 A
- Bauart: luftgekühlter Neunzylinder-Sternmotor mit Benzindirekteinspritzung
- Leistung: 900 PS (662 kW) in Meereshöhe, 1000 PS (736 kW) auf 3100 m
- Literleistung: 27,8 kW/l
- Hubraum: 26,82 l
- Durchmesser: 1388 mm
- Länge: 1420 mm
- Bohrung: 154 mm
- Hub: 160 mm
- Gewicht: 550 kg
- Ventiltrieb: OHV-Ventilsteuerung mit Nockentrommel
- Lader: mechanisch über Getriebe angetrieben
- Verdichtung: 6,4:1
- Spezifischer Verbrauch: 0,348 kg/kWh
- Leistungsgewicht: 1,36 kW/kg

## Flugzeuge mit dem Bramo 323
- Arado Ar 196
- Arado Ar 198
- Arado Ar 232
- Blohm & Voss BV 141
- Dornier Do 17
- Dornier Do 24
- Focke-Achgelis Fa 223
- Focke-Wulf Fw 200
- Focke-Wulf Fw 206 (Projekt)
- Henschel Hs 126
- Junkers Ju 252
- Junkers Ju 352